# Kangari-Hills-Waldschutzgebiet
Das Kangari-Hills-Waldschutzgebiet  (englisch Kangari Hills Forest Reserve) ist ein Waldreservat ohne Jagd im westafrikanischen Sierra Leone. Das Schutzgebiet liegt auf einer Höhe von 200 bis 600 m und wurde als eines der ersten Schutzgebiete des Landes bereits 1924 proklamiert. Es hat eine Fläche von 212,1 Quadratkilometer und liegt in der Provinz Southern.

## Vegetation, Flora und Fauna
Das Schutzgebiet besteht zu etwa 65 Prozent aus immergrünem tropischen Feuchtwald und zu 20 Prozent aus Savanne. Das Waldreservat ist Heimat zahlreicher seltener Vogel- und Säugetierarten, darunter Leoparden und Elefanten. Schimpansen wurden in geringer Zahl (Stand 2010) nachgewiesen.